# Still Broken
Still Broken är en singel från Stockholmsbandet Plan Three och gavs ut den 17 juni 2009 av skivbolaget Ninetone Records, med distribution av Universal Music.
Låten spelades in i LaCarr Studios samt Polar Studios och producerades av David Clewett, Plan Three och Patrik Frisk, mastrades av Erik Broheden i Masters Of Audio.
Låten är bandets första samarbete med Ninetone Records och producenten Patrik Frisk och är den första officiella singeln från bandets debutalbum Screaming Our Sins.